# El Reno
El Reno is een plaats (city) in de Amerikaanse staat Oklahoma, en valt bestuurlijk gezien onder Canadian County.

## Demografie
Bij de volkstelling in 2000 werd het aantal inwoners vastgesteld op 16.212.
In 2006 is het aantal inwoners door het United States Census Bureau geschat op 16.222, een stijging van 10 (0.1%).

## Geografie
Volgens het United States Census Bureau beslaat de plaats een oppervlakte van
208,3 km², waarvan 207,1 km² land en 1,2 km² water. El Reno ligt op ongeveer 424 m boven zeeniveau.

## Plaatsen in de nabije omgeving
De onderstaande figuur toont nabijgelegen plaatsen in een straal van 24 km rond El Reno.